# Shystie
Чанелл Шайло Калика, более известная под сценическим псевдонимом Shystie —  английский рэпер, автор песен и актриса из Хакни, Восточный Лондон. Shystie начала приобретать известность с 2004, после ответа на трек Dizzee Rascal  «I Luv U» и тура вместе с Basement Jaxx, The Streets и 50 Cent; далее последовало подписание контракта с лейблом Polydor. В том же году вышел и дебютный альбом, Diamond in the Dirt, благодаря которому она получила от музыкальной прессы неофициальное звание «первой леди грайма». В 2013 году, после длительной паузы Shystie выпустила мини-альбом Pink Mist, который занял 4-е место в UK Albums Chart. За свою карьеру она сотрудничала с такими исполнителями, как Алиша Диксон, Эстель, Азилия Бэнкс, Ms. Dynamite, Lady Leshurr и другими. 
В музыке Shystie сочетаются различные жанры современной электронной музыки, включая грайм, гэридж, электро, R&B. Основными темами творчества являются личные и социальные проблемы. Shystie известно техничной и агрессивной манерой исполнения песен.
Кроме музыкальной карьеры, Shystie снялась в сериале Dubplate Drama, где сыграла главную роль, а также в фильмах Adulthood и illegal Activity.

## Дискография

### Студийные альбомы/мини-альбомы
| Название            | Описание                                                                           | Высшая позиция в чарте | Высшая позиция в чарте | Высшая позиция в чарте |
| Название            | Описание                                                                           | UK                     | UKIND                  | UKR&B                  |
| ------------------- | ---------------------------------------------------------------------------------- | ---------------------- | ---------------------- | ---------------------- |
| Diamond in the Dirt | - Выпущен: 12 июля 2004 - Лейбл: Polydor - Форматы: CD, цифровая дистрибуция       | —                      | —                      | —                      |
| Pink Mist (EP)      | - Выпущен: 28 апреля 2013 - Лейбл: издан независимо - Формат: цифровая дистрибуция | 4                      | —                      | —                      |